# Aknaghbyur (Tavush)
Pour les articles homonymes, voir Aknaghbyur.
Aknaghbyur (en arménien Ակնաղբյուր ; jusqu'en 1967 Nerkin Aghdan, puis jusqu'en 1970 Morut) est une communauté rurale du marz de Tavush, en Arménie. Elle compte 435 habitants en 2008.
Sa fondation remonterait à 451, année où Vardan Mamikonian y aurait planté un chêne.